# مركز البحوث الدستورية والقانونية (اليمن)
مركز البحوث الدستورية والقانونية مؤسسة أهلية غير حكومية , يتمتع بشخصية اعتبارية وذمة مالية مستقلة . يمارس نشاط خيرياً اجتماعياً لا يهدف من نشاطه في الربح التجاري. يقع في مدينة تعز وادي عيسى الشارع الثالث خلف المعهد الفني – المرور .

## مؤسس المركز
أ.د/ قائد محمد طربوش ردمان بموجب تصريح وزارة الشؤون الاجتماعية والعمل.

## الهيئة الاستشارية للمركز
1. الأستاذ الدكتور / عبد العزيز المقالح، مستشار رئيس الجمهورية للشؤون الثقافية رئيس مركز الدراسات والبحوث اليمني – رئيس جامعة صنعاء الأسبق.
2. الدكتور/ عبد الوهاب محمود عبد الحميد، نائب رئيس مجلس النواب في الجمهورية اليمنية – وزير وسفير سابق
3. القاضي نجيب عبد الرحمن الشميري، رئيس المحكمة العليا الأسبق في ج.ي.د.ش. عضو مجلس القضاء الأعلى .ج.ي.
4. السفير عبده عثمان محمد ، عضو مجلس الشورى في الجمهورية اليمنية – ووزير وسفير سابق
5. الأستاذ عبد علي عثمان، أستاذ علم الاجتماع في جامعة صنعاء وزير سابق في ج.ع.ي.